# Ritchiea
Ritchiea is een geslacht uit de familie Capparaceae. De soorten uit het geslacht komen voor in tropisch Afrika.

## Soorten
- Ritchiea afzelii Gilg
- Ritchiea agelaeifolia Gilg
- Ritchiea albersii Gilg
- Ritchiea aprevaliana (De Wild. & T.Durand) R.Wilczek
- Ritchiea boukokoensis Tisser. & Sillans
- Ritchiea capparoides (Andrews) Britten
- Ritchiea carrissoi Exell & Mendonça
- Ritchiea erecta Hook.f.
- Ritchiea gossweileri Exell & Mendonça
- Ritchiea jansii R.Wilczek
- Ritchiea littoralis R.Wilczek
- Ritchiea macrantha Pax & Gilg
- Ritchiea mayumbensis Exell
- Ritchiea noldeae Exell & Mendonça
- Ritchiea ovata R.Wilczek
- Ritchiea pygmaea (Gilg) DeWolf
- Ritchiea quarrei R.Wilczek
- Ritchiea reflexa (Thonn. & Schumach.) Gilg & Gilg-Ben.
- Ritchiea simplicifolia Oliv.
- Ritchiea spragueana Gilg & Gilg-Ben.
- Ritchiea wilczekiana Bamps
- Ritchiea wittei R.Wilczek
- Ritchiea youngii Exell